# Ludvig Jacobson
Ludvig Levin Jacobson, född 10 januari 1783 i Köpenhamn, död 29 augusti 1843, var en dansk läkare.
Jacobson, som var av judisk börd, blev 1802 student och tog 1804 kirurgisk examen. Han vann 1811 Videnskabernes Selskabs medalj för en avhandling om ett förut okänt avsöndringsorgan i näsan samt gjorde under en utrikes resa tjänst 1813 vid den franska armén och 1814 vid den engelsk-hannoverska legionen. Eter sin hemkomst slog han sig ned som praktiserande läkare i Köpenhamn, fick 1816 professors titel och blev 1822 regementskirurg (från 1827 vid livgardet). Då han ej ville låta döpa sig, kunde han ej få professur vid Köpenhamns universitet. År 1815 blev han hedersdoktor i Kiel och invaldes 1840 som utländsk ledamot av svenska Vetenskapsakademien.
Jacobson var en utmärkt läkare, särskilt framstående som kirurg. Han uppfann (1820) det första stenkrossningsinstrumentet (den så kallade "litoklasten") och erhöll därför 1833 en belöning av Franska vetenskapsakademien. Inom den jämförande anatomin gjorde han viktiga iakttagelser, särskilt beträffande njurarna och fostrets utveckling. Efter honom är Jacobsons nerv, påvisad 1818, och Jacobsons organ uppkallade.

## Utmärkelser
- Hedersdoktor vid Kiels universitet,  1815[7]
- Riddare av Dannebrogorden,  1829[4]
- Dannebrogsmännens hederstecken,  1836[4]

[Redigera Wikidata]